# Canon à double usage

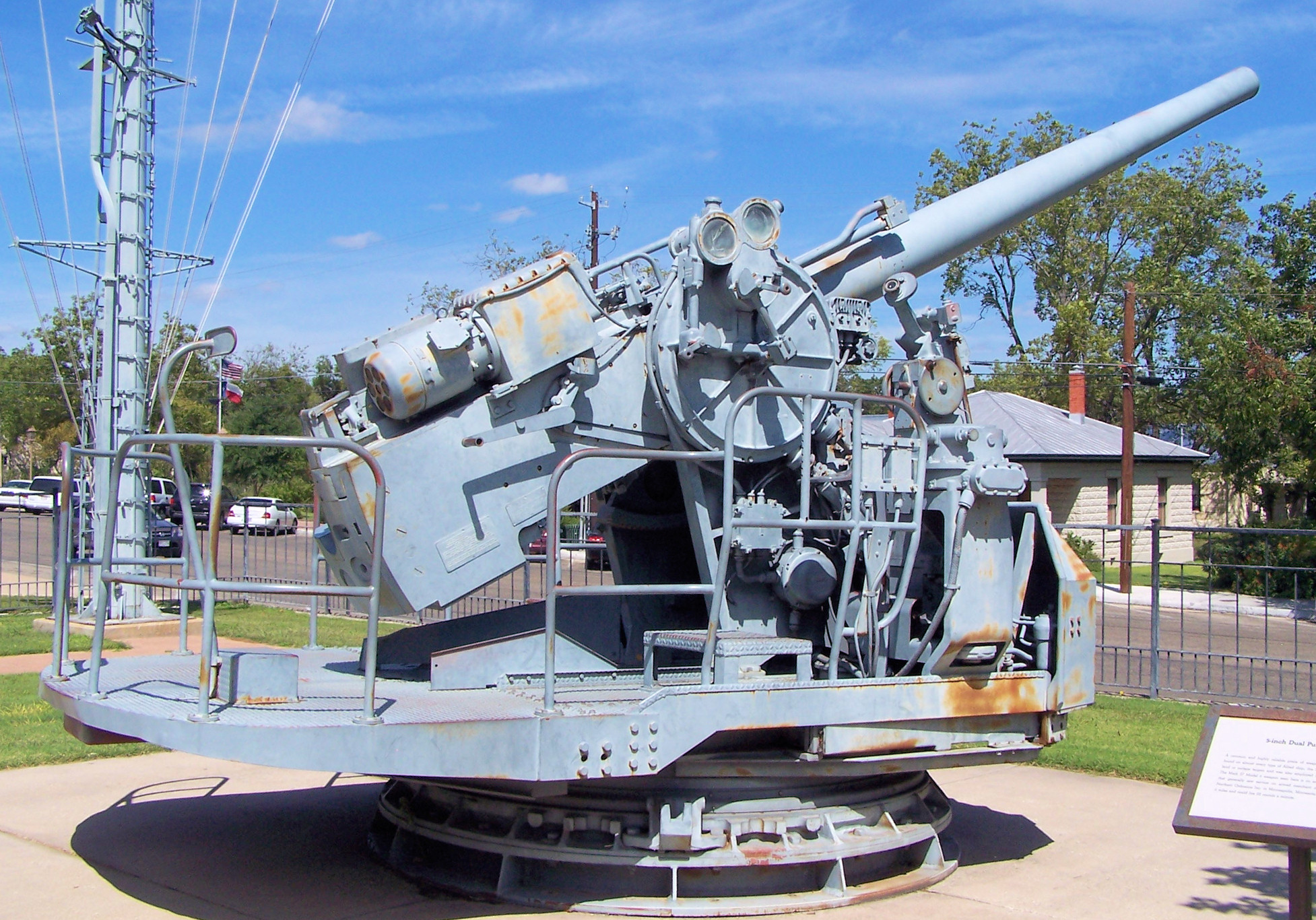
Le canon à double usage Mark 37 de 5 pouces/38 calibres exposé au Musée national de la guerre du Pacifique. Le canon avait une portée de plus de 6 miles et pouvait tirer 22 coups par minute.

Un canon à double usage est un support d'artillerie navale conçu pour engager à la fois des cibles de surface et aériennes.

## Liste des canons à double usage
| Calibre  | Nom                                               | Pays d'origine                | Période                     |
| -------- | ------------------------------------------------- | ----------------------------- | --------------------------- |
| 40 mm    | Bofors 40 mm L/60                                 | Suède                         | Années 1930 – aujourd'hui   |
| 40 mm    | Bofors 40 mm L/70                                 | Suède                         | Années 1940 – aujourd'hui   |
| 57 mm    | Canon naval Finspång QF de 57 mm L/55 modèle 1889 | Suède-Norvège                 | Années 1890 – aujourd'hui   |
| 57 mm    | Bofors 57 mm L/21 modèle 1916                     | Suède                         | Années 1910 – guerre froide |
| 57 mm    | Bofors 57 mm L/60                                 | Suède                         | 1952 – 1990                 |
| 57 mm    | Bofors 57 mm L/70                                 | Suède                         | 1970 – aujourd'hui          |
| 76,2 mm  | Oto Melara 76 mm                                  | Italie                        | 1962 – aujourd'hui          |
| 76,2 mm  | Otobreda 76 mm                                    | Italie                        | 1964 – aujourd'hui          |
| 76,2 mm  | AK-176                                            | Union soviétique              | 1976 – aujourd'hui          |
| 100 mm   | Canon de 10 cm/65 Type 98                         | Japon                         | Seconde Guerre mondiale     |
| 100 mm   | Canon de 100 mm Type 79 (en)                      | République populaire de Chine | 1973 – aujourd'hui          |
| 100 mm   | Canon de 100 mm modèle 53                         | France                        | 1961 – aujourd'hui          |
| 100 mm   | AK-100                                            | Union soviétique              | 1978 – aujourd'hui          |
| 101,6 mm | Canon de marine de 4 pouces QF Mk V               | Royaume-Uni                   | 1914 – années 1940          |
| 101,6 mm | Canon de marine de 4 pouces QF Mk XVI             | Royaume-Uni                   | 1936 – années 1950          |
| 101,6 mm | Canon de marine de 4 pouces QF Mk XIX             | Royaume-Uni                   | Seconde Guerre mondiale     |
| 113 mm   | Canon de marine de 4,5 pouces QF Mark I - V       | Royaume-Uni                   | 1938 – guerre froide        |
| 113 mm   | Canon de marine de 4,5 pouces Mark VIII (en)      | Royaume-Uni                   | 1972 – aujourd'hui          |
| 120 mm   | Bofors 120 mm L/50                                | Suède                         | 1952 – 1985                 |
| 119 mm   | Canon de 4,7 pouces QF Mark IX & XII              | Royaume-Uni                   | 1928 – 1970                 |
| 119 mm   | Canon de 4,7 pouces QF Mark XI                    | Royaume-Uni                   | 1941 – 1970                 |
| 127 mm   | Otobreda 127/54 Compact                           | Italie                        | Guerre froide – aujourd'hui |
| 127 mm   | Otobreda 127/64                                   | Italie                        | 2012 – aujourd'hui          |
| 127 mm   | Canon de 12,7 cm/50 Type 3                        | Japon                         | 1928–1966                   |
| 127 mm   | Canon de 12,7 cm/40 Type 89                       | Japon                         | 1932-1945                   |
| 127 mm   | Canon de 5 pouces/38 calibres                     | États-Unis                    | 1934 – années 1990          |
| 127 mm   | Canon de 5 pouces/54 calibres Mark 16             | États-Unis                    | 1945 – 1993                 |
| 127 mm   | Canon de 5 pouces/54 calibres Mark 42             | États-Unis                    | 1953 – aujourd'hui          |
| 127 mm   | Canon de 5 pouces/54 calibres Mark 45             | États-Unis                    | 1971 – aujourd'hui          |
| 127 mm   | Canon de 5 pouces/54 calibres Mark 45             | États-Unis                    | 2000 – aujourd'hui          |
| 130 mm   | Canon de 130 mm H/PJ-38                           | République populaire de Chine | 2014 – aujourd'hui          |
| 130 mm   | Canons de 130 mm modèle 1932 et 1935              | France                        | 1935 – 1942                 |
| 133 mm   | Canon de 5,25 pouces QF                           | Royaume-Uni                   | 1940 – 1966                 |
| 135 mm   | Oto Ansaldo 135 mm                                | Italie                        | 1940 – 1972                 |
| 138,6 mm | Canon de 138 mm modèle 1929                       | France                        | 1934 – 1954                 |
| 152 mm   | Canon de 6 pouces/47 calibres Mark 16             | États-Unis                    | 1937 – 1992                 |